# 목밀녀
"목밀녀"(木密女)는 한국에서 제작된 차성호 감독의 1988년 영화이다. 박선주 등이 주연으로 출연하였고 박남수 등이 제작에 참여하였다.

## 출연

### 주연
- 박선주
- 최동준
- 정진
- 최주봉

## 기타
- 원작자: 최송구
- 조명: 김기수
- 녹음: 손인호